# Coca de maíz
La coca de maíz (dacsa), también llamada a la calfó (o a la calfor) y de ploure, es una coca redonda y plana que se elabora con harina de maíz (frecuentemente mezclada con harina de trigo), agua, aceite y sal. Se acompaña con un picadillo de atún, huevo rallado y tomate frito, o bien de otros picadillos de boquerones o sardinas, o sofritos de espinacas. Es un plato muy típico de la Safor, especialmente de Rótova y Oliva, y también popular en la Marina Alta.

## Elaboración
En su elaboración participa la harina de maíz con el agua en una proporción 4:1 acompañados de un poco de aceite de oliva. En una cacerola colocada en una fuente de calor se tiene el agua y el aceite hasta que esta hierva, cuando esta llegue a hervir se agrega la harina de maíz y se baja la intensidad del fuego mientras se remueve unos diez minutos, se retira la cacerola del fuego y se espera hasta lograr que se enfríe. Se hacen pequeñas formas esféricas y se aplastan con la mano o con un rodillo adquiriendo una forma redonda y listas para colocarlas a la plancha, se doran por ambos lados y se sirven con el relleno. El relleno puede estar elaborado con migas de atún, huevos, tomate, pimientos picados y mahonesa.

## Presentación
Se toma poniendo una cantidad del acompañamiento en medio de la coca y enrollando ésta para conseguir un rollo que puede comerse directamente con las manos. Su relación con los tacos y los burritos no está clara, aunque la similitud con las tortillas mexicanas y los talos vascos es evidente.